# مقتل هيذر ريتش
مقتل هيثر ريتش هي قضية قتل طفلة أمريكية تعود إلى أكتوبر / تشرين الأول 1996، حيث تعرضت طالبة في مدرسة ثانوية عمرها 16 عامًا من واوريكا بولاية أوكلاهوما للإعتداء الجنسي عليها، والاغتصاب، ثم أطلق عليها النار حتى الموت قبل أن يتم إلقاء جثتها في رافد النهر بمقاطعة مونتاج في تكساس.
ألقي القبض على ثلاثة مراهقين (اثنين منهم معروفين لهيذر) بعد أسبوعين من اكتشاف جسدها. سيحاكم كل منهم لاحقاً وسيُدانون فيما بعد بقتل هيذر. وسيُرسل أحد الجناة إلى فترتين من السجن مدى الحياة مع عدم إمكانية الإفراج المشروط؛ وسيُحكم على شخص ثان بالسجن المؤبد بالإضافة إلى 99 سنة بتهمة التآمر لإرتكاب جريمة قتل، في حين حُكم على الشخص الثالث بالسجن مدى الحياة مع إمكانية الإفراج المشروط بعد 40 سنة.
وأدت الشهادة المتضاربة التي  قدمت في اثنتين من محاكمات الجناة المنفصلة إلى تكهنات مستمرة حول أي من الثلاثة قام بإطلاق النار وقتل هيذر.

## حياة هيذر السابقة
هيذر روز ريتش (19 يناير 1980 - 3 أكتوبر، 1996) كانت الثالثة من بين أربعة أطفال والابنة الوحيدة لغيل ودوان ريتش.
كانت هيذر سائقة أحصنة مليئة بالحماس وموسيقيًة موهوبة، ووصفتها عائلتها بأنها «فتاة ساذجة ذات قلب كبير». وطالبة ناجحة أكاديميًا وكانت ذات شهرة بين أقرانها في مدرسة ووريكا الثانوية، وكانت تتمتع بشخصية مثيرة للإعجاب.
وفقا لأحد أصدقائها، على الرغم من واجهة حماستها، كانت هيذر مراهقة «مضطربة للغاية»، وبدأت في إظهار سلوك مزعج سواء في المنزل أو في المدرسة في أواخر الصيف وبداية خريف عام 1996. زميلها في المدرسة وصديقها السابق راندي وود، البالغ من العمر 17 عامًا، يقول أن هذا السلوك العاطفي ينبع إلى حد كبير من ضجر هيذر من حقيقة أن ووريكا لم تكن تملك سوى وسائل قليلة للترفيه عن شباب المدينة.
وفي 27 سبتمبر، تم فصلها هي وفتاة أخرى مؤقًا من المدرسة الثانوية بووريكا وفريق نسور ووريكا للتشجيع لكونها في حالة سكر بشكل ملحوظ على هامش أداء التشجيع المدرسي. كانت مدة هذا الفصل ثلاثة أيام فقط، وكانت تتوقع أن تكون مرشحة محتملة لتكون «ملكة حفل جمع الشمل» للسنة الثانية  بمدرسة ووريكا الثانوية في 11 أكتوبر.

### 2 أكتوبر، 1996
في حوالي الساعة 11 مساءً في 2 أكتوبر / تشرين الأول 1996، تركت هيذر منزلها دون علم والديها لمقابلة طالب في مدرسة ووريكا الثانوية ويبلغ من العمر 17 عامًا يدعى جوشوا باجويل في مقطورة مركونة في الجزء الخلفي من منزل جد باجويل. كان باغويل يشرب بالفعل بكثافة مع أصدقائه، كيرتيس غامبيل، البالغ من العمر 19 عاما، وصديق هيذر السابق، راندي وود. وكان أحد الثلاثة قد اتصل هاتفياً في وقت سابق بهيذر ليقترح عليها الانضمام إليهم في مقطورة باغويل في ذلك المساء. بعد وقت قصير من وصول هيثر إلى المقطورة، ترك كل من وود وغامبيل هيذر وباغويل لوحدهما لمدة ساعة تقريباً، ظنا أنهما كانا في أول موعد لهما، وكانا يرغبان في تركهما وحدهما. عندما عاد وود وغامبيل إلى المقطورة بعد ساعة تقريباً، كان كل من باغويل وهيذر عرايا، وكان نصف قنينة من الجين قد اسٌتهلكت. وكانت هيذر ثمله للغاية، في وقت لاحق وصفت بأنها غير واعية إلى حد كبير؛ وسيدعى باغويل فيما بعد بأن الاثنين قد إنخرطا في الجنس بالتراضي. ووفقًا لشهادة وود للمحاكمة في وقت لاحق، بدأ الشبان الثلاثة، وهم أنفسهم مخمورين، يهاجمون بعضهم بعضًا للاعتداء جنسياً على هيذر بينما كانت عارية وغير واعية.
ثم شرع وود في الاعتداء جنسياً على هيذر قبل أن يشارك غامبيل نفسه في ممارسة الجنس بدون تراضي مع الفتاة شبه الواعية. بعد وقت قصير من ممارسة غامبيل للجنس مع هيذر، استيقظت جزئيًا من حالتها شبه الواعية وبدأت في الشكوى والصراخ والبكاء.

## جريمة القتل
وبحسب ما ورد في التقرير: خوفا من أن تتهمهم الفتاة في وقت لاحق بثلاث حالات اغتصاب، قرر غاميل قتل هيذر، ونجح في إقناع باغويل ووود بمساعدته في ارتكاب هذا الفعل. ووفقًا لوود، صوب غامبل بندقيته نحوه وأمره بأن يٌلبس هيذر قبل أن يقوم هو وباغول بحملها إلى شاحنة جد باغويل. ثم بدأ باغويل في القيادة بطريقة عشوائية حول جنوب أوكلاهوما، لأكثر من ساعة حيث صرخ غامبل مرارًا وتكرارًا أنه كان عليهم قتلها في الأرض التي يمتلكها أجداده المنعزلة عن الناس قبل أن يقود  باغويل سيارته. وإعترض غامبيل على اختيار باغويل لموقع القتل، مشيرًا إلى أن هذا الموقع يمكن تتبعه بسهولة. ثم أختار غامبيل قيادة الشاحنة نحو جسر الأسمنت على طريق ريفي في بيلكناب كريك بولاية تكساس.
في هذا الموقع، أخذ غامبيل بندقيته من السيارة عندما أمر باجويل ووود «بإخراجها ووضعها على جانب الطريق». ثم قامت باجويل ووود بنقل هيذر نحو الجسر، حيث بدأ غامبيل في إطلاق النار عليها عدة مرات في رأسها وجذعها باستخدام البندقية بينما كانت ترقد على الأرض. ادعى وود فيما بعد أنه كان يجلس داخل الشاحنة عندما اقترب غامبيل من هيذر مع بندقية في يده. ثم غطى وجهه بيديه قبل أن يسمع «الطلقة الأولى... ثم سمعت حفنة من الطلقات.» ثم خرج من الشاحنة لمراقبة غامبيل يظهر «في حالة ذهول مما فعله». ثم أخذ جوشوا باغويل واحدة من أربطة حذاء هيذر واستخدمها لربط صخرة بها لتثقل جسدها.
ثم ألقت جثة هيذر على حاجز الحراسة على رافد النهر أدناه قبل أن يحاول الثلاثة إخفاء بقع الدم الواسعة في مسرح الجريمة الدقيق من خلال ركل ورمي التراب حول الأرض الملوثة بالدماء.
بعد اكتشاف أن سريرها مرتب لم تنم فيه، وأن جميع ممتلكاتها لم تمس، مع ذلك كانت نافذة غرفة نومها مفتوحة، أبلغ غايل ودوان ريتش إلى قسم شرطة مقاطعة جيفرسون في اليوم التالي أن هيذر مفقودة. على الرغم من حقيقة أن هيذر لم تأخذ أي من ممتلكاتها الشخصية معها، عندما علمت الشرطة من غيل أن هيذر جادلت في الآونة الأخيرة مع والدتها على فاتورة هاتف بقيمة 300 دولار وكانت هيذر مسؤولة عن هذه الفاتورة بشكل كبير. أفترض المحققون في البداية من المرجح أن تكون هيذر قد هربت من منزلها مؤقتًا للبقاء مع الأصدقاء، ومن المحتمل أن تعود إلى المنزل في غضون ساعات. أجابت غايل: «عندما تكون ابنتك مفقودة، يمكنك البقاء في المنزل!». ثم بدأت هي وأسرتها في إجراء تحرياتهم الخاصة حول ووريكا للحصول على معلومات حول مكان وجود هيذر. وقاموا في وقت لاحق بتعيين محقق خاص للمساعدة في البحث عن أبنتهم.

### تشريح الجثة
تم اكتشاف جثة هيذر المغمورة جزئيًا في النهر الأحمر من قبل صاحب مزرعة وابنته في 10 أكتوبر. وبسبب التحلل والعدد الهائل من الجروح التي تلقتها، بما في ذلك حقيقة أنه تم إطلاق النار عليها مرة واحدة في الجزء الخلفي من الرأس، بالإضافة إلى أن وجهها وجسمها لم يمكن التعرف عليهما إلى حد كبير. في البداية، تم التعرف على جسدها مبدئيا من قبل والدها من خلال تحديده الخاتم الذهبي الذي تلقته هيذر كهدية في عيد ميلادها السادس عشر. وسيتم لاحقًا تحديد جسدها رسميًا من خلال فحص سجلات أسنانها.
وكشف تشريح جثة هيذر عن إطلاق النار عليها تسع مرات باستخدام بندقية M-9 من طراز وينتشيستر، مع إطلاق كريات من طلقات الرصاص على جسدها في عدة مواقع. وقد أطلقت واحدة من هذه الطلقات في مؤخرة رأسها، حيث أطلقت الطلقات الثماني المتبقية في أسفل ظهرها وخصرها وأسفلها وأورامها. بالاقتران مع نمط بقع الدم التي تم اكتشافها في مسرح الجريمة الأولي، أشار مسار جروح البنادق إلى أن هيذر على الأغلب قد تم إطلاق النار عليها بينما كانت منبطحة على وجهها، وكانت وفاتها شبه فورية.

### الجنازة
أقيمت جنازة هيذر ريتش يوم الإثنين 14 أكتوبر 1996 في كنيسة مجمع تمجيد الرب في مقاطعة كومانتش. وقد دفنت في مقبرة فليتشر. بما أن قاتلها أو قاتليها لم يتم القبض عليهم أو إدانتهم في وقتها، ومع  اشتباه عائلتها بشدة في أن قاتلها لم يكن غريباً عليها، قامت عائلة هيذر بمنع أي فرد خارج عائلتها وأقاربها من الدرجة الأولى من لمس نعشها في ذلك الوقت، وكانت قد وعدت العائلة ابنتها الوحيدة بأن «من فعل هذا معها لن يمسها مرة أخرى».

## الجناة

### كورتيس ألين غامبيل
وكان كورتيس غامبيل لم يكمل تعليمه الثانوي. ولد في 24 فبراير 1977، وفي وقت مقتل هيذر، كان يعيش مع جدته البالغة من العمر 64 عامًا في تيرال أوكلاهوما. ومن المعروف أن غامبيل ليس مثابرًا، ويظهر ملامح سادية، حيث يُعرف أنه أجبر الفتيان بشكل منتظم على مقاتلة بعضهم البعض في حضوره على التهديد بأنه إذا لم يتقاتلوا ذلك، فسيتعين عليهم مقاتلته.  وقد فر من قبل من كل مركز الاحتجاز الشبابي الذي سجن فيها، وكان ملتزماً لفترة وجيزة بمستشفى للأمراض العقلية في سن 17 عاماً. وبالإضافة إلى ذلك، أُدين بسجن جراء حيازة سلاح ناري في فبراير / شباط 1996 وحصل على خمس سنوات مع وقف التنفيذ.
في الأسبوع الذي سبق اختفاء هيذر، كان غامبيل مكتئبًا بشكل ملحوظ بسبب وفاة أعز صديق له، وهو دنيس جوس البالغ من العمر 20 عامًا، بعد أن انتحر في 25 سبتمبر. قبل أيام فقط من 2 أكتوبر، حضر هو وصديقه المقرب جوشوا باجويل جنازة جوس.

### جوشوا لوك باجويل
ولد جوشوا باجويل في 21 ديسمبر 1978. كان والديه من بين أغنى مالكي الأراضي في جنوب أوكلاهوما، على الرغم من أن عمل والديه قادتهم إلى التغيب عن منازلهم، فقد عاش مع أجداده منذ سن 16 عامًا. كان أحد كبار مدرسي ثانوية ووريكا، وبحلول أكتوبر 1996، كان يتلقى ست سيارات جديدة. ووُصف بشكل مختلف بأنه شاب مغرور ومدلل، رغم أنه كان يعتبر منبوذًا إلى حد ما بين أقرانه. وقد شكل هو وغامبيل صداقة متبادلة، ويرجع ذلك جزئيا إلى مصالحهم المشتركة في الأسلحة النارية والشرب والتخييم وصيد الأسماك. وفي بعض الأحيان، كانت رحلات التخييم ورحلات الصيد التي كانا قد هربا منها قد رآهما يسافران إلى ضواحي خور بيلكناب.
كونه غير منضبط في المنزل، تم القبض على باجويل مرة واحدة لقيادته بينما كان مخمورًا، وطلب محام في الوقت الذي كان يقاوم الاعتقال. كان كل من راندي وود وهيذر ريتش معجبًا بالثراء الذي كان فيه باغويل. هذا الأخير علق أكثر من مرة بأنها قد غازلت باغويل إلى أن حصلت على مقعد في سيارته دودج ستيلث البيضاء للاستعراض في موكب حفل ووريكا الوشيك. في ليلة 2 أكتوبر، تسللت هيذر من منزل والديها لمقابلة باغويل بسبب ما كان من المفترض أن يكون موعدهما الأول.

### راندي لي وود
ولد راندي وود في 7 يوليو / تموز 1979. كان هو وأمه العازبة قد انتقلوا مرارًا إلى أوكلاهوما خلال طفولته - وكثيراً ما نتج عنه حضور العديد من المدارس المختلفة. بحلول عام 1996، عاش وود مع والدته في منزل متداعي إلى حد كبير، وكانت عائلته معروفة بأنها من أفقر الناس في واوريكا.
بدأ وود في تدخين الحشيش في الصف الثالث، وغالباً ما كان يسرق المال أو المخدر نفسه من أمه. على الرغم من عيوبه الشخصية، سعى وود إلى تحسين نفسه بين أقرانه، وبحلول عام 1996، كان قائد فريق كرة القدم في مدرسة ووريكا الثانوية، بعد أن حصل على احترام الفريق بأكمله. كان هو وهيذر يتواعدان لمدة خمسة أشهر تقريباً، حيث كانا يحضران الكنيسة معًا بشكل منتظم ويتحدثان عبر الهاتف، على الرغم من أن علاقتهما، على الرغم من كونهما علاقة حميمة، لم تسفر أبداً عن الجماع الجنسي، وكثيراً ما ظن عن الاثنان أنهما ببساطة اصحاب فقط. بعد أن سمع شائعة بأن هيذر انهمرت عارية في حفلة، اختار وود إنهاء علاقتهما، رغم أن الاثنين بقيًا صديقين حميمين.
بعد أسبوع من العثور على جثة هيذر في بيلكناب كريك، توج راندي وود ملكًا لمدرسة ووريكا الثانوية.

## التحقيق والاعتقالات
تم تعيين مجموعة من 14 محقق للتحقيق في مقتل هيذر. وقد ساعد في التحقيق مكتب التحقيقات الفيدرالي في حالة حدوث إتهامات خطف فيدرالية ضد مرتكب الجريمة أو مرتكبيها إذا ما تم نقل هيذر عبر حدود الولاية ضد إرادتها.
في البداية كان هناك صمت من جانب الكثير من شباب ووريكا فيما يتعلق بمكان وجود هيذر المحتمل، بحلول الأسبوع الثاني من التحقيق، ركز المحققون بشكل أوثق على الحلول المحتملة التي قدمت من قبل أفضل صديقة لهيذر في فرقة التشجيع بأن ربما تركت هيذر منزلها لحضور حفلة في منزل زميل لهم يدعى جوشوا لوك باجويل. عند الاستجواب غير الرسمي، ادعى باغويل في البداية أنه هو وصديقه راندي وود (وكلاهما استجوب من قبل غيل ريتش بسبب مكان وجود ابنتها) لم يروا هيذر في 2 أكتوبر حيث كانوا يلعبون الدومينو ويشربون الويسكي والبيرة في مقطورة له حتى حوالي الساعة 6:00 صباحا في اليوم التالي. وود يؤكد هذا البيان.
بعد أن اكتشفوا أن طلقات الرصاص التي أطلقت من بندقية وينتشيستر التي قتلت هيذر كانت لها علامة تجارية مميزة، سرعان ما علم المحققون أن متجرًا واحدًا فقط في ووريكا قد خزّن هذه العلامة التجارية. وقد حقق هؤلاء المحققون مع مالكي المتجر، أنه قبل أيام فقط من القتل، تم شراء 20 طلقة بواسطة جوشوا باجويل. كما تمكن مالك هذا المتجر من التعرف على باغويل بشكل إيجابي. علاوًة على ذلك، كان أحد العاملين في هذا المتجر يصر على أنه في الوقت الذي كان فيه باجويل قد أجرى عملية الشراء هذه، كان في شركة مع شاب آخر.
واكتشف بأن باغويل كان قد قضى معظم وقته في الأشهر الأخيرة في شركة أحد أصدقائه تاركي التعليم الثانوي ويبلغ من العمر 19 عامًا يدعى كيرتيس ألين جامبيل، وكان يصطاد بانتظام في شركته، واعتُقل كورتيس جامبيل في 24 أكتوبر. لمدة ثماني ساعات، ووافقت على الخضوع لاختبار كشف الكذب المتعلق بمسؤوليته المحتملة في مقتل هيذر. فشل غامبيل في اختبار كشف الكذب هذا، ووافق بعد ذلك على السماح للمحققين بتعريض البندقية التي يملكها للبصمات الباليستية لتحديد ما إذا كان هذا السلاح قد استخدم لقتل هيذر ريتش.
كشف نتائج التحليل الباليستي لبندقيته أن السلاح الناري كان هو الذي اسُتخدم في قتل هيذر ريتش، وأن السلاح كان قادرًا على إطلاق تسع جولات قبل أن يطلب إعادة التحميل، وإعترف غامبيل بأنه شارك في مقتل هيذر، كما ذكر أيضًا باغويل. وصديق هيذر السابق، راندي لي وود، كمشاركين في جريمة القتل. وفقا لغامبيل، كان وود المحرض على الجريمة، والقاتل الفعلي، وكان باجويل يتصرف بناء على تعليماته وود. كان دافع وود الفعلي، كما زعم غامبيل، الغيرة الجنسية بسبب حقيقة أن هيذر كانت قد مارست الجنس مع باغويل بدل منه.
كما تم اعتقال باغويل ووود في 24 أكتوبر / تشرين الأول. رفض باغويل الاعتراف بأي تهمة في جريمة هيذر. وطالب بحقه في الصمت ورفض الخضوع لاختبار الكذب. بعد ذلك بوقت قصير، استأجرت عائلته فريقا من المحامين البارزين للدفاع عنه. على نقيض ذلك، وافق راندي وود طواعية على تقديم بيان مكتوب اعترف فيه بأنه مشارك في جريمة القتل، على الرغم من أنه كان مصرًا على أن كورتيس جامبيل كان المحرض على الجريمة بأكملها، وهو الذي أطلق النار وقتل هيذر، مضيفًا أن جوشوا باغويل كان مشاركًا بكامل رغبته. وادعى وود كذلك أنه لم يعتقد في الواقع أن غاميل كان جادًا في نواياه في قتل هيذر حتى أوقف جامبل السيارة الصغيرة على جسر بيلكناب كريك. كما وافق على الخضوع لاختبار الكذب للتحقق من روايته للأحداث - التي أكدت نتائجها بشكل كامل بيانه المكتوب.
في البداية، تم توجيه الإتهام إلى جميع الأفراد الثلاثة بخطف هيذر وحرمانهم من الإفراج بكفالة في أوكلاهوما. وبعد ذلك سيتم توجيه إتهام رسمي لجميعهم بالقتل من الدرجة الأولى في مقاطعة مونتاج بولاية تكساس في 25 أكتوبر.
عقدت محاكمات جميع المدعى عليهم الثلاثة في ولاية تكساس. بسبب قانون ولاية تكساس، تمت محاكمة جميع الأفراد الثلاثة كبالغين.

## المحاكمات

### غامبيل

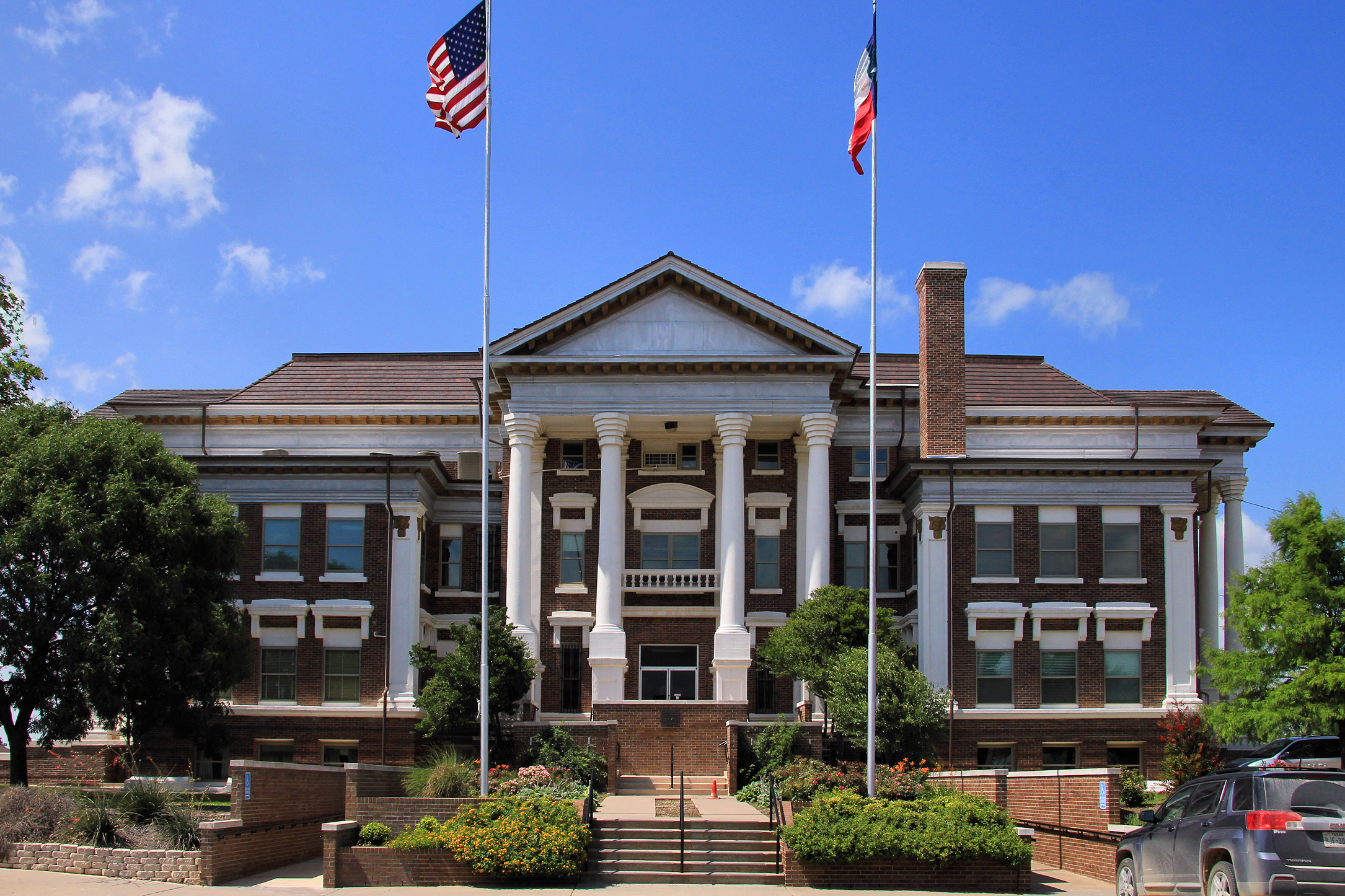
مبنى محكمة مقاطعة مونتاج. حكم على كلاً من باجويل ووود فيها في عام 1998.

تم تقديم كورتيس غامبيل للمحاكمة في 15 أكتوبر 1997. تمت محاكمته في فورت وورث. بعد فترة وجيزة من بدء محاكمته، قبل غامبيل صفقة قضائية قدمها محامي مقاطعة مونتاج تيم كول، حيث وافق على الإقرار بالذنب في جريمة قتل هيذر - اعترف بأنه الشخص الذي أخذ حياتها جسديًا - في مقابل موافقة النيابة على عدم الطلب بعقوبة الإعدام. وقد ثبتت إدانته وحكم عليه بالسجن مدى الحياة مع احتمال لإخلاء السبيل المشروط بعد 30 سنة. كجزء من صفقة الإقرار بالذنب، وافق غامبل أيضاً على الشهادة ضد باغويل في محاكمته القادمة.

### باجويل
أحيل جوشوا باغويل للمحاكمة في فبراير / شباط 1998. وقبل محاكمته وخلال محاكمته، رفض الاعتراف بأي تهمة في قتلها. مدعيا أنه جماعها مع هيذر بعد غامبيل ووود قد تركهما في البداية في مقطورة فكان ما حدث بالتراضي؛ وأنه في وقت لاحق ترك مقطورة له قبل غامبيل ووود في الواقع مناقشة قتل هيذر. وأنه يعتقد في نهاية المطاف أن الثلاثي كانوا ببساطة يقودون هيذر في محاولة لإيقاظها قبل العودة إلى منزلها. وعلاوة على ذلك، ذكر أنه لم يكن على علم بأي خطة فعلية لقتلها.
في محاكمة باغويل، تراجع غامبيل عن اتفاقه السابق مع المدعين العامين. تغيير قصته والعودة إلى ادعاءاته الأولية عند الاعتقال. هذه الشهادة تناسب بشكل كبير تصوير باغويل من قبل الدفاع؛ التقليل من دور باغويل في القتل وتأكيد مزاعمه بأن وود ارتكب جريمة قتل هيذر.
وكان راندي وود قد وافق في البداية على صفقة مماثلة لتلك التي قدمتها سابقًا إلى غامبيل مقابل شهادته في محاكمة باغويل التي ستصدر في وقت لاحق. ومع ذلك، في المساء الذي كان من المقرر أن يقدم فيه الأدلة، غير وود - ضد مشورة محاميه العنيفة - رأيه ورفض صفقة الإقرار بالذنب، وأصر على رغبته في الشهادة ضد باغويل دون أي شروط مسبقة على الرغم من إبلاغ محاميه بأنه مخاطرة إما عقوبة السجن لفترة أطول أو عقوبة الإعدام المحتملة إذا أدين.
في اليوم الثالث من الشهادة، أدلى وود بشهادته تحت القسم بأن غامبيل قام بتنظيم القتل، وأطلق النار على هيذر وقتلها، وأن باغويل كان مشاركًا كاملًا ومعروفًا في هذا العمل.
في اليوم التالي من تسليم وود شهادته، شهد باجويل أمام هيئة المحلفين. أصر على أنه لم يكن موجودا في مقطورة له عندما ناقش وود وجامبيل قتل هيذر، وألقى باللوم على وود لإطلاق النار الفعلي لها. أضاف باجويل تخمينه بأن دافع وود لهذا الفعل كان أنه غاضب على هيذر لرفضه في وقت سابق الدخول في الجماع معه. وأخيراً، ادعى باغويل أنه لم يكن قريباً من مسرح الجريمة الفعلي في الوقت الذي قُتلت فيه هيذر بالفعل، ولكنه سار إلى التبول. واعترف فقط لدور محدود في رفض الكشف عن اعتراف بجريمة القتل بعد وقوع الحدث.  على الرغم من هذه الشهادة، عندما سئل عن شاهده لإطلاق النار الفعلي على هيذر ريتش، ناقض نفسه في رده، مدعيا أنه كان قد شهد «كورتيس - آسف أعني راندي - يخفض السلاح».
وأدين جوشوا باجويل بقتل المشدد في 14 فبراير 1998 وحكم عليه بالسجن المؤبد. وحكم عليه بالسجن مدى الحياة. وحكم عليه في وقت لاحق بعقوبة إضافية من 99 سنة بتهمة التآمر لارتكاب جريمة قتل من الدرجة الأولى في 17 فبراير.

### وود
حكم راندي وود بتهمة القتل في وقت لاحق من عام 1998. بناًء على نصيحة محاميه، بات موريس، رفض وود صفقة أخرى عرضت عليه قبل المحاكمة. أختيار أن يدان غير مذنب في قتل هيذر، مشيرًا إلى أنه على الرغم من أنه كان على علم بقانون ولاية تكساس، لم يقصد له أن يقتل هيذر، وأنه لم يأخذ حياتها جسديًا بنفسه.
أُدين وود بارتكاب جريمة قتل من الدرجة الأولى في 25 أغسطس 1998. وبما أن الولاية لم تطلب عقوبة الإعدام في محاكمته، فقد حُكم عليه بالسجن المؤبد. سيصبح وود مؤهلاً للحصول على الإفراج المشروط في عام 2036.

## التداعيات
طلب راندي وود أن يلتقي بوالد هيذر قبل محاكمته ، ليشرح أفعاله في ليلة مقتل ابنته، المنطق الأخلاقي والقانوني وراء مسار عمله فيما يتعلق بشهادته في محاكمة جوشوا باغويل. وافق والدا هيذر على هذا المسعى. في مقابلة تلفزيونية، شدد وود على أسفه بشأن تصرفاته في الساعات الأولى من صباح يوم 3 أكتوبر 1996. بعد أن طلب الاستغفار، لكنه صرح مسبقاً بأنه لا يتوقع تلقيه، ردت غيل ريتش بالقول أنها قد غفرت هي وزوجها له للأذى الذي تسبب له، لكنهم لم يستطيعوا مسامحته لدوره في قتل ابنتهم، مضيفًا: «فقط هيذر يمكنها فعل ذلك.»
في عام 1999، قدم وود دعوى استئناف ضد إدانته مع محكمة الاستئناف الثانية في ولاية تكساس. وفي هذا النداء، لم يطعن في مدى كفاية الأدلة المقدمة في محاكمته، ولكنه زعم أن محاميه لم يكن فعالًا في خدمته؛ فشل في طلب تعليمات أولية بشأن جريمة القتل، وإدخال خاطئ لمرحلة الإقرار بالذنب أو البراءة من محاكمته، وفشل محاميه في إثارة الاعتراض في هذه المرحلة. تم رفض هذا الطعن في 14 أكتوبر 1999.
كما استأنف جوشوا باجويل الحكم عليه، قدم استئنافه إلى محكمة الاستئناف الثانية في تكساس في نوفمبر 2000، بحجة أنه بسبب خلو هيذر من الوعي عند اقتيادها إلى جسر بيلكناب كريك، لم تستطع التحرك، وإذا لم تكن قادرة على التحرك، لم تكن لديها أي تحركات للسيطرة، وضبط الضحية جزء لا يتجزأ من الاختطاف. على هذا النحو، كان يجادل باغويل، لأن قانون العقوبات في ولاية تكساس يعرف القتل من الدرجة الأولى بأنه «مستوى من القتل يتطلب عنصراً للإختطاف»، لا يمكن أن يكون مذنباً بمستوى القتل الذي أدين به. تم رفض هذا الالتماس في 31 يناير 2001.
وفي كانون الثاني / يناير 2002، نُقل كل من كورتيس غامبيل وجوشوا باغويل من سجن الولاية إلى سجن مقاطعة مونتاغوي لكي يمكن محاكمة غامبيل بتهمة التآمر لارتكاب جريمة قتل. وفي 16 يناير / كانون الثاني ، أُدين هو (غامبيل) بالإضافة إلى ذلك بالسجن المؤبد الثاني التراكمي. وكان قد تنازل في وقت سابق عن حقه القانوني في المحاكمة أمام هيئة محلفين.
هرب كل من كورتيس غامبيل وجوشوا باغويل واثنين آخرين  لفترة وجيزة من سجن مقاطعة مونتاج حيث احُتجز الأربعة جميعهم في يناير / كانون الثاني 2002. وأُلقي القبض على جميع الهاربين الأربعة بعد ذلك بأربعة أيام في أردمور بولاية أوكلاهوما. وكان الأفراد الأربعة قد احتجزوا أحد الرهائن في محطة بنزين بولاية أوكلاهوما ، لكنهم استسلموا للسلطات بعد عدة ساعات.
في عام 2009، أطلق قريب راندي وود اسمه دينيس هورنر حملة لإلغاء حكم المؤبد المحتمل على وود. هذه الحملة أيدها ودعمها المدعي العام في محاكمة وود، تيم كول، الذي كان يؤسف له أنه لم يحاكم وود بسبب التهمة الأقل بالتآمر لارتكاب جريمة قتل. ومع ذلك، عندما اقترب كول من محامي مقاطعة مونتاج في عام 2010، كان مترددًا في النظر في الاقتراح. وقد أكد لاحقاً قراره لدينيس هورنر في عام 2011. لا يزال جميع مرتكبي جريمة القتل في هيذر الثلاثة محتجزين ويخدمون جميع أحكامهم في سجون مختلفة في تكساس. حاليا يتم سجن كورتيس جامبيل في وحدة جون م. واين في شمال هانتسفيل. جوشوا باغويل مسجون في وحدة جون بي كونالي في مقاطعة كارنس. راندي وود مسجون في وحدة جيمس ف. ألريد في ويتشيتا فولز.